# International Airlines Group
International Consolidated Airlines Group, S.A. más conocida como International Airlines Group o simplemente IAG, es un holding de aerolíneas británico-español resultado de la fusión de  British Airways e Iberia Líneas Aéreas de España que se hizo efectiva el día 24 de enero de 2011. Esta sociedad suma una facturación conjunta próxima a los 25 000 millones de euros en mayo de 2023 y fue el séptimo grupo de aerolíneas más grande del mundo por ingresos y el tercero de Europa en 2018, precedida por Air France-KLM y Lufthansa (Lufthansa Group). Tras la adquisición de Aer Lingus, la compañía cuenta con una flota de 541 aviones y vuela a 274 destinos. Entre todas las compañías del grupo (Iberia, British Airways, Level, Vueling Airlines y Aer Lingus) transportan más de 100 millones de pasajeros al año.
La compañía tiene sus oficinas principales en el aeropuerto de Londres-Heathrow, Hillingdon, Londres y la sede legal social y fiscal en Madrid. Cotiza en las Bolsas de Londres, Madrid, Barcelona, Bilbao y Valencia desde el 24 de enero de 2011. International Airlines Group no se utiliza como marca comercial, que siguen siendo Iberia, British Airways, Vueling, Aer Lingus y Level, sirve para denominar la sociedad holding propietaria de las aerolíneas, que es la que cotiza en bolsa.

## Historia
IAG es el resultado de la fusión de dos compañías históricas, Iberia y British Airways. En el proceso de fusión ha habido grandes controversias. British Airways reconoció en un documento enviado a la CNMV española, con fecha 26 de octubre de 2010, que uno de sus graves riesgos era que las "obligaciones contraídas por sus Planes de Pensiones de prestación definida son sustanciales y están sujetas a variación", reconociendo en la última valoración actuarial un déficit de 3.700 millones de libras, valor que supera incluso al de la nueva empresa fusionada IAG (4.000 millones de euros). British Airways además contemplaba en su Memoria Anual 2011 que el déficit de la compañía en 2013 fuera aún mayor. El Regulador de Pensiones británico (Pensions Regulator), con amplias facultades, como recoge el art 1 de la Ley de Pensiones del 2004 (Pensions Act 2004), puede imponer a Iberia o IAG, por su relación con British Airways, la obligación de un apoyo financiero adicional a los citados déficits de los planes de pensiones de los empleados británicos. 
Esta situación y el anuncio de 4500 despidos en Iberia crispó el ambiente laboral de IAG. Además diversos medios se hicieron eco de que en el proceso de integración salió favorecida British Airways, que aumentó su cuota de mercado en España un 23%, en detrimento de Iberia, que ha reducido su cuota en más un 15%, siendo la caída del 4,6% si se suma los datos de la franquicia Iberia Regional-Air Nostrum y de la aerolínea participada Vueling. Los mismos medios dicen que la fórmula de crecimiento de las dos compañías es distinta, ya que mientras la aerolínea británica tiene una previsión de incorporar 39 nuevas aeronaves y 800 pilotos, Iberia recibirá 8 nuevas aeronaves sin incorporar más pilotos. Eliminando 20 aviones de corto radio y 5 de largo además de despedir a más de 4500 empleados inicialmente.

## Cronología reciente
- 2015: En mayo IAG lanza una opa para comprar el 100% de Aer Lingus por 1.400 millones de euros. Aer Lingus tenía como primer accionista a la compañía Ryanair, con un 29,9% de acciones. En segundo lugar estaba el Gobierno de Irlanda, con un 25%. Ryanair, por su parte, lanzó una opa sobre Aer Lingus en 2013, oferta rechazada por los organismos de Competencia de la Unión Europea.[12][13] La opa fue aceptada el 18 de agosto del 2015.
- 2017: el 17 de marzo el grupo IAG anuncia la creación de la marca low-cost Level Airlines, que operará vuelos transatlánticos a partir de julio del mismo año, con sede en el aeropuerto internacional de Barcelona-El Prat. No obstante, la creación definitiva no será hasta 2018 por lo que en un primer momento será Iberia quien operará los vuelos.[14]

## Dirección y estructura organizativa
El actual presidente de IAG es Javier Ferrán, aunque no se contempla realmente la figura de presidente, es más un Chairman of the Board, ya que realmente el cargo que ocupa es el de presidente del Consejo de Administración, cargo que alcanzó en enero de 2021 tras reemplazar a Antonio Vázquez.
La sede social de International Airlines está en Madrid, mientras que la financiera y operativa se ubica en Londres. La sede, a efectos fiscales, está también en España.

### Consejo de Administración
| Cargo                          | Denominación          |
| ------------------------------ | --------------------- |
| Presidente                     | Javier Ferrán         |
| Consejero Delegado             | Luis Gallego          |
| Consejera Senior Independiente | Heather Ann MacSharry |
| Consejera No Ejecutiva         | Peggy Bruzelius       |
| Consejera No Ejecutiva         | Eva Castillo          |
| Consejera No Ejecutiva         | Margaret Ewing        |
| Consejero No Ejecutivo         | Maurice Lam           |
| Dominical                      | Bruno Matheu          |
| Dominical                      | Robin Phillips        |
| Consejero No Ejecutivo         | Emilio Saracho        |
| Consejera No Ejecutiva         | Nicola Shaw           |

### Comité de Dirección
| Cargo               | Denominación       |
| ------------------- | ------------------ |
| CEO British Airways | Sean Doyle         |
| CEO Air Lingus      | Lynne Embleton     |
| CEO Vueling         | Carolina Martinoli |
| CEO Iberia          | Marco Sansavini    |

## Accionariado
El canje fijado en el acuerdo alcanzado en noviembre de 2010 concedía el 45% del capital a los dueños de Iberia y el 55% a los de British Airways. Los accionistas de British Airways recibieron una acción ordinaria de International Airlines Group por cada acción ordinaria que poseyeran en British Airways y los accionistas de Iberia recibieron 1,0205 acciones ordinarias de International Airlines Group por cada acción que poseyeran en Iberia. No formaron parte del canje las acciones en autocartera de Iberia ni las participaciones cruzadas entre Iberia y British Airways. Como parte de la operación, estaba previsto amortizar el 3% de acciones que tiene en autocartera y que las participaciones cruzadas se mantengan en las respectivas sociedades operadoras.
International Airlines Group tiene un “premium listing” en el Reino Unido, sus acciones se negocian en el mercado principal de la Bolsa de Londres y se ha previsto que estén incluidas en el índice FTSE UK Index Series. Además, las acciones de International Airlines Group se negocian en las bolsas españolas, a través del Sistema de Interconexión Bursátil Español (Mercado Continuo).
| Accionista                                    | Participación (a 29 de julio de 2016) |
| --------------------------------------------- | ------------------------------------- |
| Qatar Airways (Q.C.S.C.)                      | 25,10%                                |
| Standard Life Investment Ltd                  | 6,008%                                |
| Europacific Growth Fund                       | 5,261%                                |
| Capital Research and Management Company       | 5,049%                                |
| Legal & General Investment Management Limited | 3,236%                                |
| SEPI, Gobierno de España.                     | 2,44%                                 |
| Lansdowne Partners International Limited      | 2,561%                                |
| Invesco                                       | 1,082%                                |
| Lansdowne Developed Markets Master Fund Ltd   | 0,491%                                |

## Destinos de International Airlines
Las cuatro aerolíneas siguen operando de forma independiente, cada una con su certificado de operador aéreo y derechos de tráfico propios, pero la unión incide en los puntos fuertes de cada una de ellas. En el caso de Iberia, las rutas con Sudamérica, las más rentables, que se nutren de más clientes británicos y de los que aporta su filial de bajo coste Iberia Express. Por su parte, las rutas fuertes de British Airways y Aer Lingus son las que viajan a Norteamérica. Vueling, sin embargo, se centra en el corto y medio radio.

## Retos para el futuro
La suma de fuerzas entre la española y la británica fueron un primer paso para atacar el liderazgo de la aviación mundial. Se optó por un nombre genérico e impersonal para no quitar protagonismo a sus respectivas enseñas y para que en el futuro se pueda sumar a la fusión otra aerolínea. IAG se ha mostrado públicamente abierto a incorporar otras empresas a su pacto.
En diciembre de 2016, IAG anunció una nueva aerolínea, la primera creada directamente por IAG, que se centraría el largo radio desde Barcelona con un estilo low-cost. Para nutrirse de pasajeros, usaría la red de Vueling por Europa y Norte de África. Se prevé que los vuelos se realicen en aviones Airbus A330.
El 4 de noviembre de 2019, International Airlines Group llegó a un preacuerdo con la empresa de holding española Globalia por el cual Iberia adquiriría todas las acciones de Air Europa Holding, la empresa matriz de las aerolíneas Air Europa y Air Europa Express pero no de los negocios de mantenimiento y servicios aeroportuarios de Globalia. El 20 de enero de 2021 se modificaron las condiciones de adquisición pero once meses después, el 15 de diciembre, Iberia anunció que cancelaría el acuerdo, pocos días antes de que la Comisión Europea se pronunciase al respecto de la compra, viéndose obligada IAG una prima de 75 millones de euros. 
En junio de 2022, IAG compró el 20% de Air Europa Holding por 100 millones de euros a Globalia, empresa matriz de Air Europa y Air Europa Express, tras la autorización de la Sociedad Estatal de Participaciones Industriales y el Instituto de Crédito Oficial. El 23 de febrero de 2023, tanto Globalia como IAG dieron a conocer un acuerdo por el cual IAG compraría el 80% restante de Air Europa Holding por 400 millones de euros, ascendiendo el total de la operación a 500 millones de euros. Diez meses después, el 11 de diciembre, International Airlines Group formalizó su propuesta ante la Comisión Europea argumentando que esta operación ofrecería numerosos beneficios a los pasajeros y a la economía española, a la vez que permitiría mejorar la competitividad de Barajas con respecto a otros hubs de Europa.

## Asuntos corporativos

### Filiales y franquicias
International Airlines Group
- British Airways

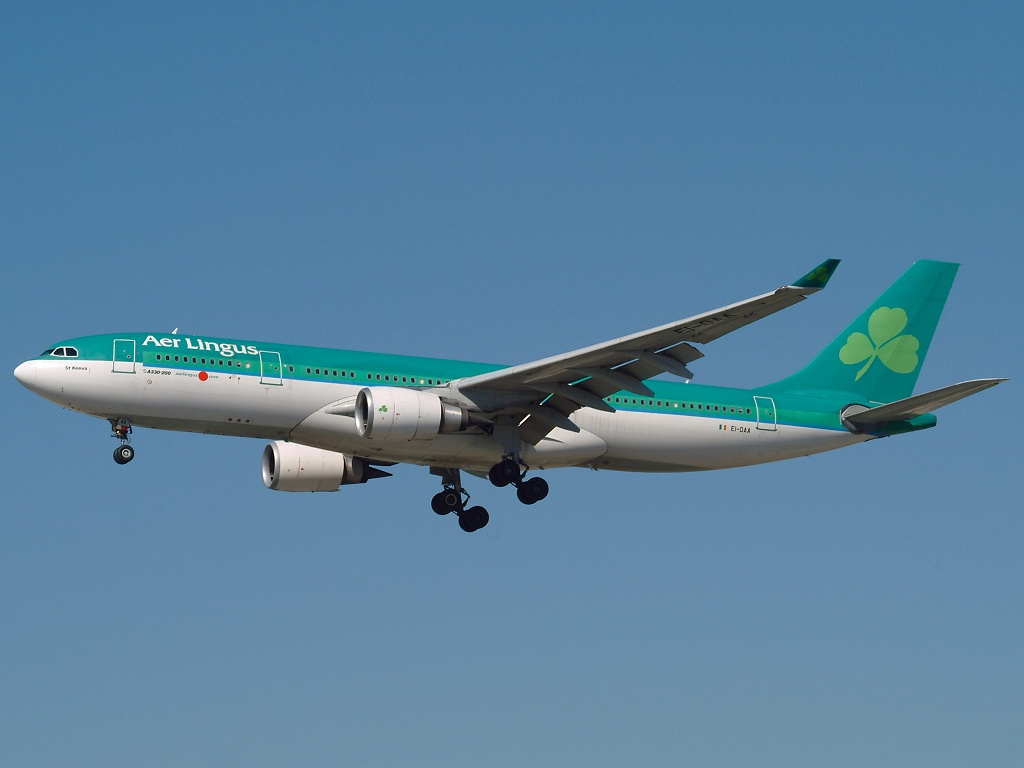
Airbus A330-200 de Aer Lingus

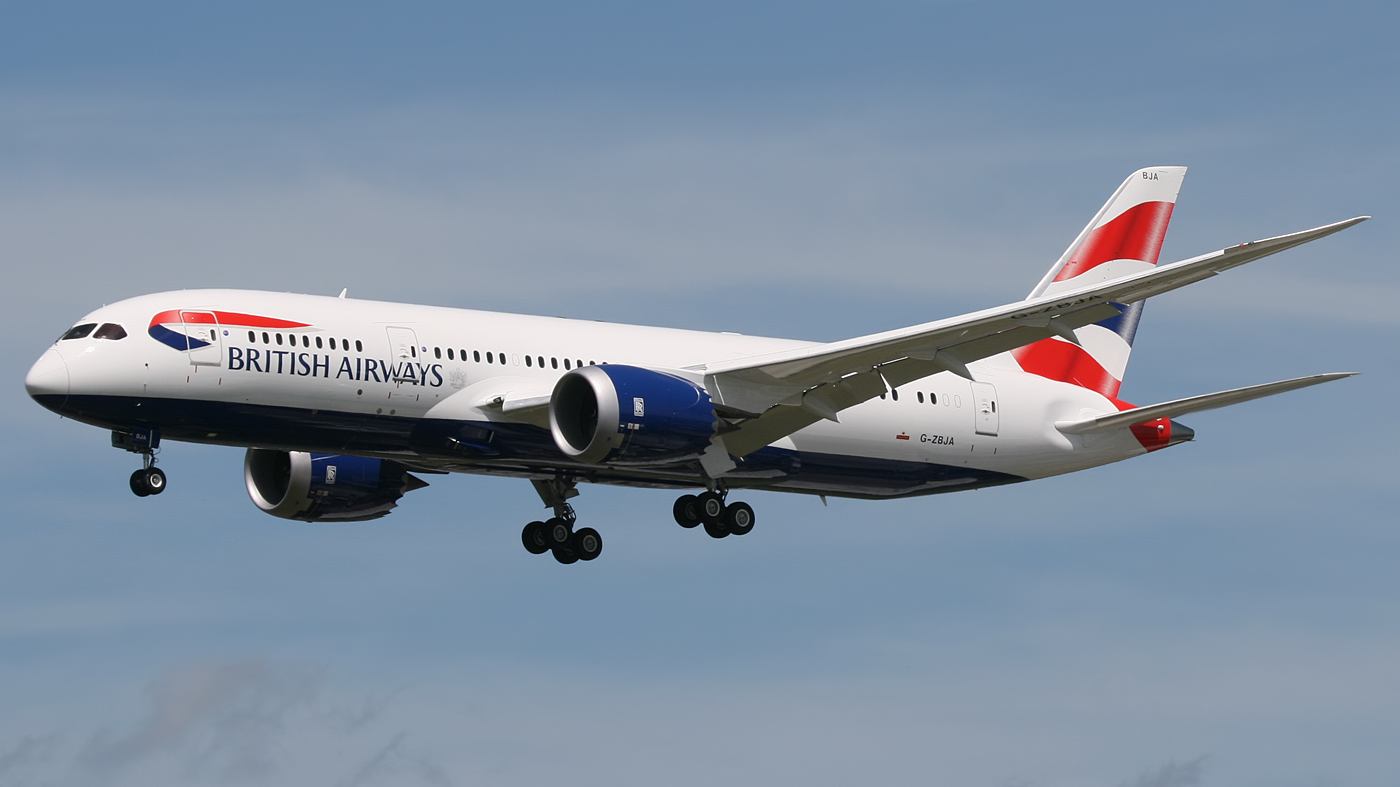
Boeing 787-8 de British Airways

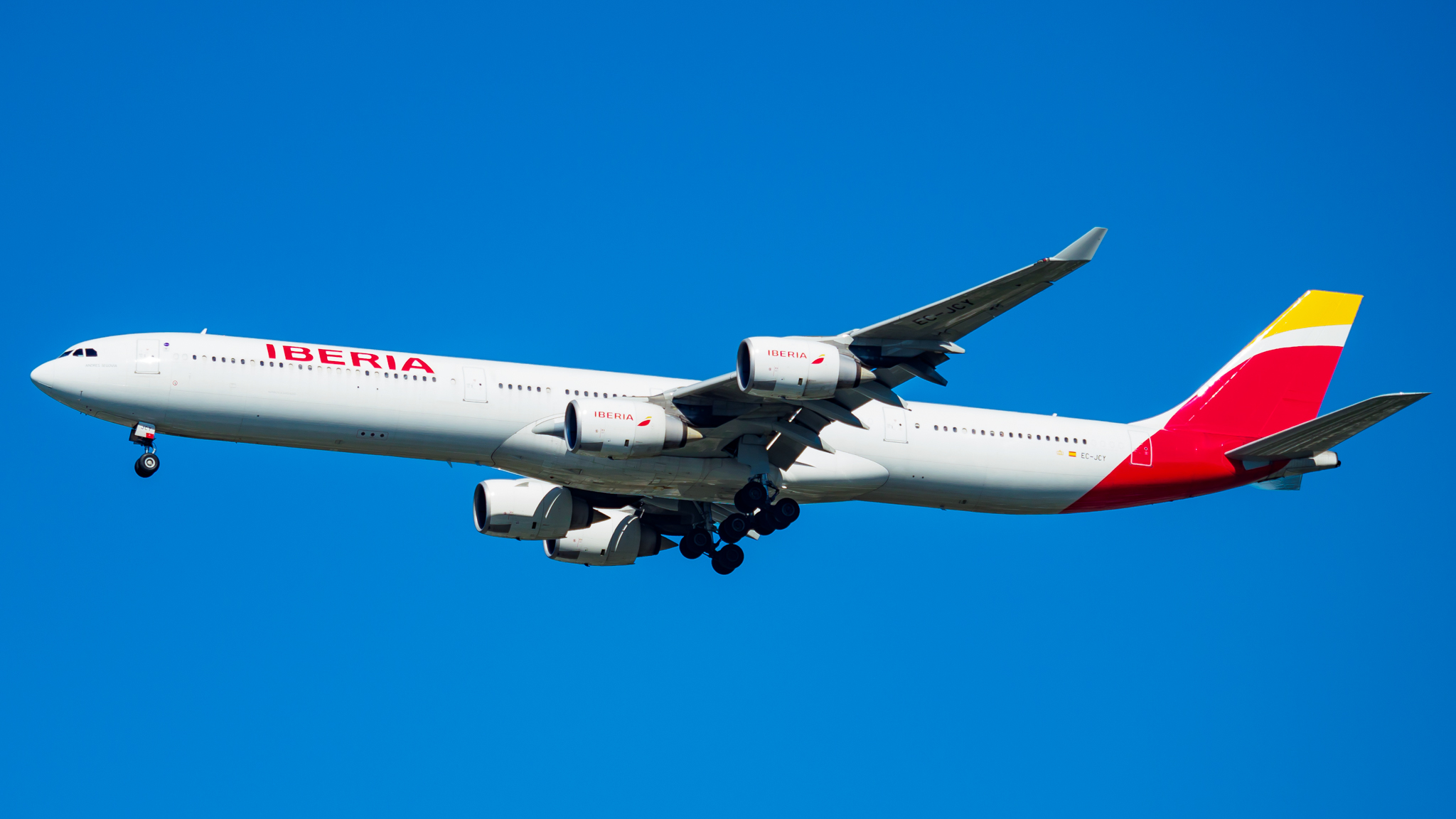
Airbus A340-600 de Iberia

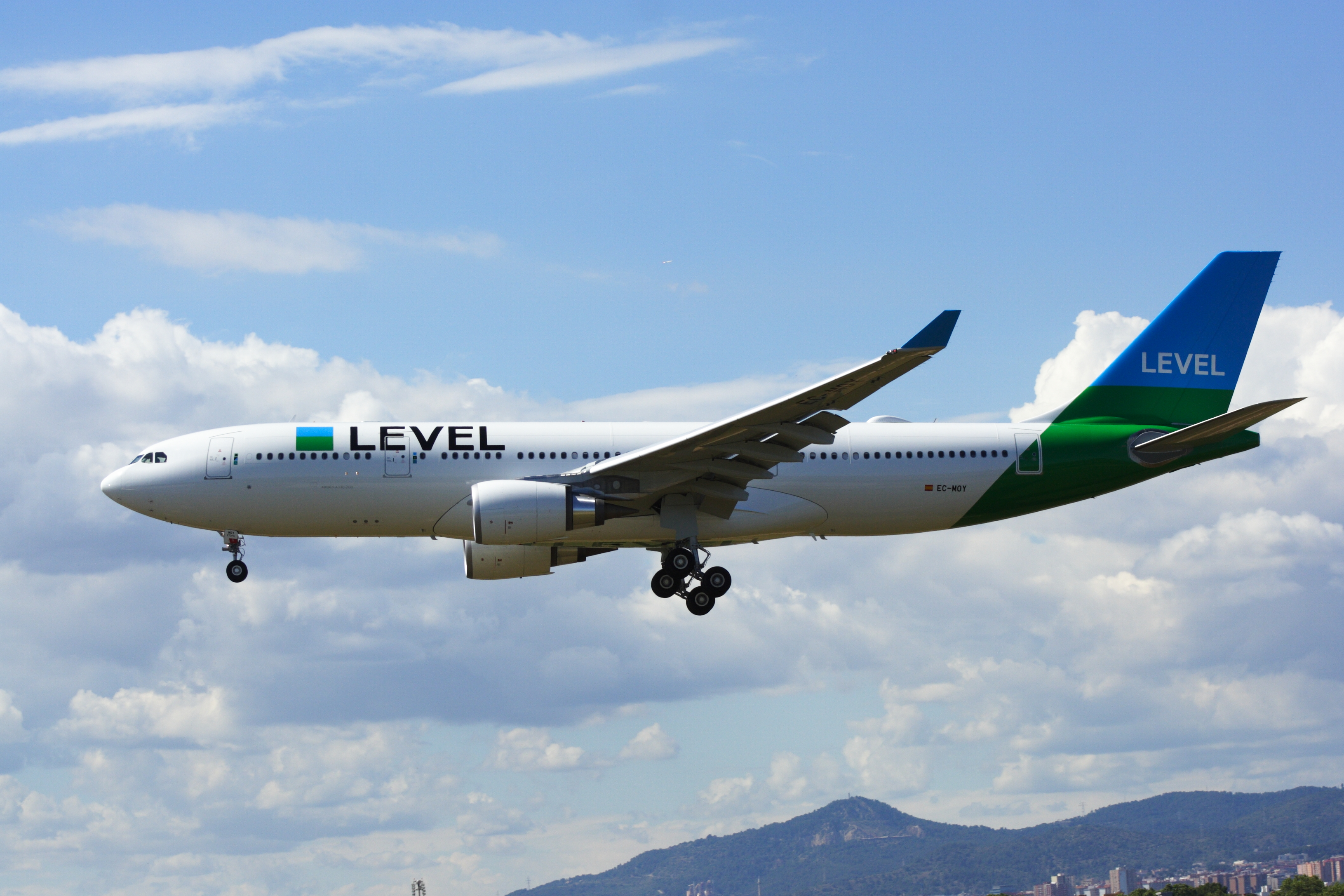
Airbus A330-200 de Level

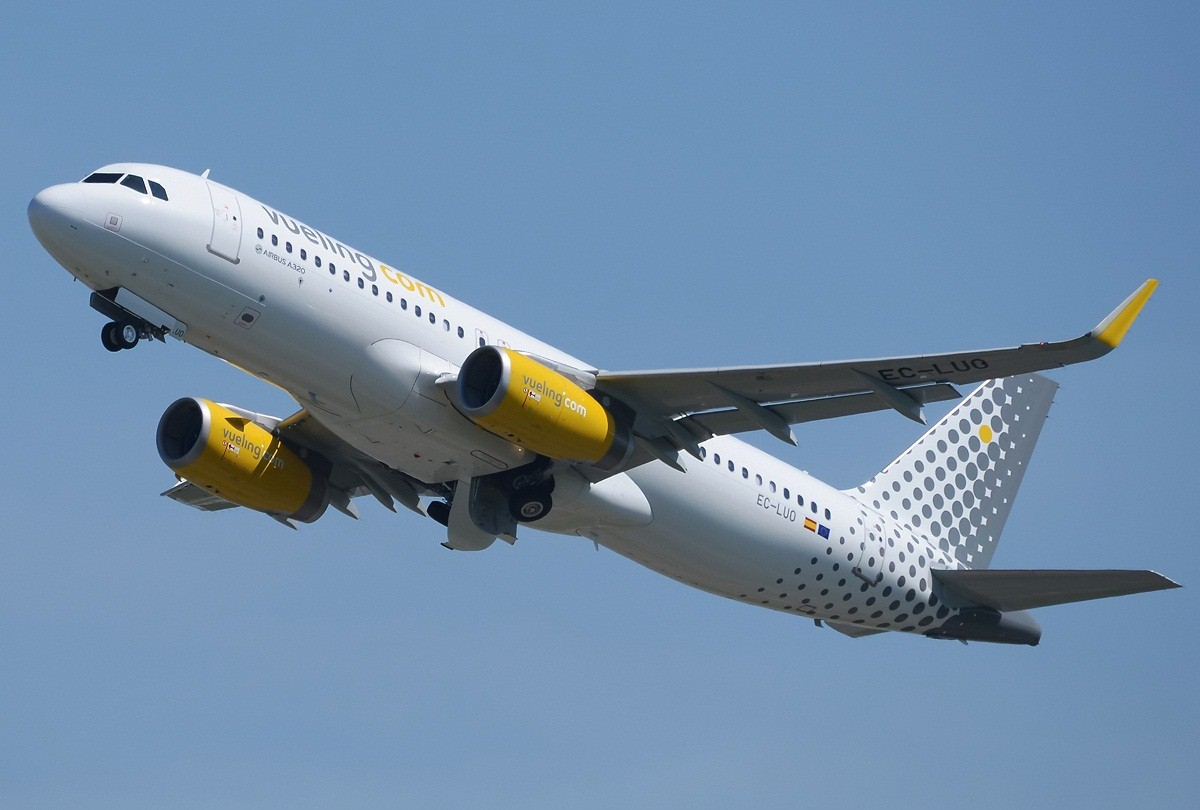
Airbus A320-200 de Vueling

  -  BA Cityflyer (participada)
  -  Openskies (participada)
  -  Comair (participada en un 18%)
  -  Sun-Air (franquicia)
- IAG Cargo
- Iberia
  -  Iberia Regional (franquicia operada por  Air Nostrum)
  -  Iberia Express (participada al 100%)
  -  Amadeus IT Holding (participada en el 7,499%)
- Level (2017)
- Vueling (Propiedad 99,36%)
  -  Level operado por Anisec (2018)
- Aer Lingus (Propiedad 95%)

Aerolíneas en las que International Airlines Group posee intereses:
- Air Europa (20% de participación)
- Air Europa Express (Aeronova) (20% de participación)
- Flybe 15% de participación
- Royal Air Maroc 0,95% de participación

Otras industrias de transporte en las que International Airlines Group posee intereses:
- Eurostar 10%

### Resultados financieros
A continuación se muestran los resultados financieros del grupo al final de año (fecha de 31 de diciembre) desde 2011:
| Año  | Pasajeros transportados | Facturación (m€) | Beneficio antes de impuestos (m€) | Beneficio neto (m€) | BPA (cént. €) |
| ---- | ----------------------- | ---------------- | --------------------------------- | ------------------- | ------------- |
| 2011 | 51.687.000              | 16.339           | 527                               | 485                 | 31,1          |
| 2012 | 54.600.000              | 18.117           | -997                              | -923                | -51,0         |
| 2013 | 67.224.000              | 18.675           | 227                               | 147                 | 6,6           |
| 2014 | 77.334.000              | 20.170           | 828                               | 1.003               | 48,2          |
| 2015 | 88.333.000              | 20.350           | 1.801                             | 1.516               | 73,5          |
| 2016 | 100.675.000             | 22.567           | 2.362                             | 1.952               | 93,0          |
| 2017 | 104.829.000             | 22.972           | 2.493                             | 2.021               | 95,8          |
| 2018 | 112.920.000             | 24.258           |                                   |                     |               |
| 2019 | 118.253.000             | 25.506           |                                   |                     |               |

En 2012, los beneficios de British Airways fueron anulados debido a las pérdidas de Iberia, lo cual forzó a ésta a comenzar un ambicioso plan para llevar a cabo una profunda reestructuración.

## Flota
La flota de International Airlines Group está formada por el conjunto de sus aerolíneas. Para ver las flotas de sus filiales, véase:
- Flota de Iberia
- Flota de Iberia Express
- Flota de Iberia Regional
- Flota de British Airways
- Flota de Aer Lingus
- Flota de Vueling